# Мол (Франция)
Вижте пояснителната страница за други значения на Мол.
Мол (на френски: Maule) е град във Франция. Разположен е край река Молдър, ляв приток на Сена в департамент Ивлин на регион Ил дьо Франс, на около 50 км западно от централната част на Париж. Първите сведения за града датират от 10 век. Има жп гара, която е по-прекия път до Париж в сравнение с двата автомобилни заобикалящи пътя. Отглеждане на агрокултури. Каучукова индустрия и производство на батерии. Мол е предпочитано място от френските кинорежисьори за снимане на филми. Население 6017 жители (2006).

## Побратимени градове
- Карнусти, Шотландия

## Личности, свързани с Мол
- Луи дьо Фюнес (1914-1983), френски киноартист, живял в Мол